# Campionati europei di ciclocross 2013
I Campionati europei di ciclocross 2013, undicesima edizione della competizione, si disputarono a Mladá Boleslav, in Repubblica Ceca, il 3 novembre 2013.

## Medagliere
| Pos.   | Nazione     | Oro | Argento | Bronzo | Totale |
| ------ | ----------- | --- | ------- | ------ | ------ |
| 1      | Belgio      | 2   | 0       | 1      | 3      |
| 2      | Paesi Bassi | 1   | 2       | 0      | 3      |
| 3      | Regno Unito | 1   | 1       | 0      | 2      |
| 4      | Rep. Ceca   | 0   | 1       | 0      | 1      |
| 5      | Francia     | 0   | 0       | 2      | 2      |
| 6      | Italia      | 0   | 0       | 1      | 1      |
| Totale | Totale      | 4   | 4       | 4      | 12     |

## Sommario degli eventi
| Eventi            | Oro                              | Argento                          | Bronzo                        |
| Uomini            |                                  |                                  |                               |
| Under-23 dettagli | Michael Vanthourenhout Belgio    | Mathieu van der Poel Paesi Bassi | Gianni Vermeersch Belgio      |
| Junior dettagli   | Yannick Peeters Belgio           | Adam Toupalik Rep. Ceca          | Yan Gras Francia              |
| Donne             |                                  |                                  |                               |
| Elite dettagli    | Helen Wyman Regno Unito          | Nikki Harris Regno Unito         | Lucie Chainel-Lefèvre Francia |
| Under-23 dettagli | Annefleur Kalvenhaar Paesi Bassi | Sabrina Stultiens Paesi Bassi    | Alice Maria Arzuffi Italia    |